# Lugo (stacja kolejowa)
Lugo (hiszp. Estación de Lugo) – stacja kolejowa w miejscowości Lugo, w prowincji Lugo, we wspólnocie autonomicznej Galicja, w Hiszpanii.
Obsługuje połączenia długiego i średniego dystansu Renfe.
W 2010 obsłużyło około 36 000 pasażerów.

## Położenie stacji
Znajduje się na linii A Coruña – León w km 432,1.

## Historia
Stacja kolejowa w Lugo została otwarta 10 października 1875 wraz z linią La Coruña-Lugo linii kolejowej Palencia-La Coruña, zbudowana przez Compañía de los Ferrocarriles de Asturias, Galicia y León. W 1885 roku, słaba sytuacja gospodarcza koncesjonariusza zmusiła go do połączenia się potężną Compañía de los Caminos de Hierro del Norte de España. W 1941 roku linia i stacja została upaństwowiona i stała się częścią RENFE.

## Stacja
Stacja jest równoległa do Ria de Aviles i składa się z budynku głównego i aneksu, z którego wychodzi kładka na peron kolei wąskotorowej obsługiwanej przez FEVE. Posiada 2 perony obsługujące linię szerokotorową oraz jeden peron wyspowy dla linii wąskotorowej. Na stacji znajduje się kawiarnia, dwa kioski, przechowalnia bagażu i automaty biletowe. Istnieją także biura na wynajem samochodów Avis, Europcar i National Atesa.

## Linie kolejowe
- A Coruña – León